# Alex Pastoor
Alexander „Alex“ Pastoor (* 26. října 1966) je bývalý nizozemský fotbalový záložník a současný fotbalový trenér. Stal se prvním nizozemským trenérem v 1. české lize, kde vedl Slavii Praha. Ctí tradiční rozestavení nizozemské fotbalové školy 4-3-3.

## Hráčská kariéra
Hrál postupně za nizozemské kluby FC Volendam, SC Heerenveen, belgický KRC Harelbeke a rakouský SC Austria Lustenau, kde v roce 2001 ukončil kariéru.

## Trenérská kariéra
Začal jako trenér mládeže nizozemského klubu AZ Alkmaar. V letech 2002–2005 byl hlavním koučem amatérského celku z Alkmaaru AFC '34. V sezoně 2005/06 vedl rezervní tým tureckého Fenerbahçe Istanbul, poté působil do roku 2008 jako asistent Gertjana Verbeeka v SC Heerenveen. Pro sezonu 2008/09 vykonával funkci trenéra mládeže ve Feyenoordu. V červenci 2009 se poprvé jako hlavní trenér ujal profesionálního klubu, konkrétně rotterdamského SBV Excelsior, jenž úzce spolupracuje s Feyenoordem - často se zde rozehrávají mladí hráči Feyenoordu. Díky tomu hodně hráčů Pastoor znal. S Excelsiorem se mu podařilo obsadit 3. místo v Eerste Divisie a kvalifikovat se tak do postupového play-off, v jehož finále vyřadil městského rivala Spartu Rotterdam. Pro Excelsior to byl historický postup do Eredivisie. Následně vedl dva roky NEC Nijmegen.
3. března 2014 byl ustanoven hlavním trenérem českého klubu SK Slavia Praha bojujícího o udržení v Gambrinus lize. Přistoupil na nabídku sportovního ředitele Slavie Karola Kisela a poradce sportovního úseku Igora Kornějeva a nahradil ve funkci odvolaného Miroslava Koubka. Jeho asistentem se stal Martin Poustka, trenérem brankářů Oldřich Pařízek. Trenérský debut v Gambrinus lize zažil 10. března 2014 v utkání proti domácímu týmu FK Teplice, Slavia podlehla 0:1 gólem Jana Hoška v závěru střetnutí. První ligovou výhru slavil 14. března 2014, kdy v Eden Aréně Slavia porazila 1. SC Znojmo 2:1. Dvě kola před koncem Gambrinus ligy oznámil, že se po sezóně vrací do Nizozemska, kde se stane asistentem Marco van Bastena v AZ Alkmaar. Slavii se mu podařilo zachránit, i když v posledním kole prohrála 0:2 s Baníkem Ostrava a od pádu do druhé ligy ji zachránily pouze prohry dalších adeptů na sestup v posledním ligovém kole a remíza Bohemians 1905.
Od června do září 2014 působil jako asistent trenéra Marco van Bastena v AZ Alkmaar, po jeho rezignaci byl 2 dny i hlavním trenérem, než byl odvolán, nepřistoupil na smlouvu nabízenou klubem. V lednu 2015 se stal hlavním trenérem Sparty Rotterdam.